# Джейми Томсън
Джейми Томсън (на английски: Jamie Thomson) е британски автор на няколко поредици фантастични и фентъзи книги-игри, редактор, разработчик на компютърни игри и призьор на наградата „Роалд Дал Фъни Прайз 2012“ (Roald Dahl Funny Prize 2012).

## Биография
Томсън е роден в Иран, но израства в Брайтън, където се среща със своя дългогодишен съаавтор Марк Смит в училището „Брайтън Колидж“. Завършва Кентския университет с диплома по политика и управление.
Томсън е асистент редактор на списание „Уайт Дуорф“ (White Dwarf) между 1981 и 1984 година и често публикува своя колона в „Уарлок“, докато работи в „Геймс Уъркшоп“ участва в разработката на компютърната игра „Кулата на отчаянието“ (The Tower of Despair). Между 1984 и 1996 година е един от най-продаваните британски автори, обикновено публикувайки по две книги на година. Една от най-успешните му поредици „Пътят на тигъра“, свързана първоначално в шест тома за герой нинджа, а сетне осем, е написана в съавторство с Марк Смит. Книгите са публикувани освен във Великобритания и в Япония, Франция, САЩ, Италия, Испания, Швеция, България и други.

### Fighting Fantasy(Puffin Books)
- Talisman of Death (1984)
- Sword of the Samurai (1986)
- The Keep of the Lich Lord (1990)

### Falcon (Sphere)
- The Renegade Lord (1985)
- Mechanon (1985)
- The Rack of Baal (1985)
- Lost in Time (1985)
- The Dying Sun (1986)
- At the End of Time (1986)

### Way of the Tiger(Hodder & Stoughton)
- Avenger! (1985)
- Assassin! (1985)
- Usurper! (1985)
- Overlord! (1986)
- Warbringer! (1986)
- Inferno! (1987)

### Duel Master (Armada)
- The Challenge of the Magi (1986)
- Blood Valley (1986)
- The Shattered Realm (1987)
- The Arena of Death (1987)

### The Crystal Maze (Mammoth Books / Chatsworth)
- The Crystal Maze (1991)
- The Crystal Maze Activity Book (1992)

### Eternal Champions (Puffin Books / Sega)
- The Cyber Warriors (1994)
- The Citadel of Chaos (1994)

### Fabled Lands(Pan Macmillan)
- The Wartorn Kingdom (1995)
- Cities of Gold and Glory (1995)
- Over the Blood-Dark Sea (1995)
- The Plains of Howling Darkness (1995)
- The Court of Hidden Faces (1996)
- Lords of the Rising Sun (1996)

### Puzzle Books (Icon / Wizard Books)
- How Big is Your Brain? (2007)

### Corvus (Boxer)
- Oath of Vengeance (2010)

### Dark Lord (Orchard Books)
- Dark Lord: The Teenage Years / The Early Years (2011)
- Dark Lord: A Fiend in Need / School's Out (2012)
- Dark Lord: Eternal Detention (2014)
- Dark Lord: The Headmaster of Doom (2017)

### Galaxy Series (Orchard Books)
- The Wrong Side of the Galaxy
- A Galaxy Too Far

### Vulcanverse (Fabled Lands Publishing)
- The Houses of the Dead (2021)
- The Wild Woods (2021)

## Други трудове
- The Tower of Despair (1984), a text-only adventure computer game for the ZX Spectrum and Commodore 64.
- To Hell And Back, a teletext adventure on UK Gold.
- The Heart of Harkun, a six-part fantasy adventure radio play, written with Peter Thomson, performed on BBC Radio 5 and Radio 7.
- Can You Brexit?  Without Breaking Britain, a choose-your-own-adventure book where you take the part of the British prime minister (with Dave Morris, 2018)